# Ward Hunt Ice Shelf
Ward Hunt Ice Shelf är en glaciär i Kanada.   Den ligger i territoriet Nunavut, i den nordöstra delen av landet, 4 200 km norr om huvudstaden Ottawa. Ward Hunt Ice Shelf ligger 1 meter över havet.

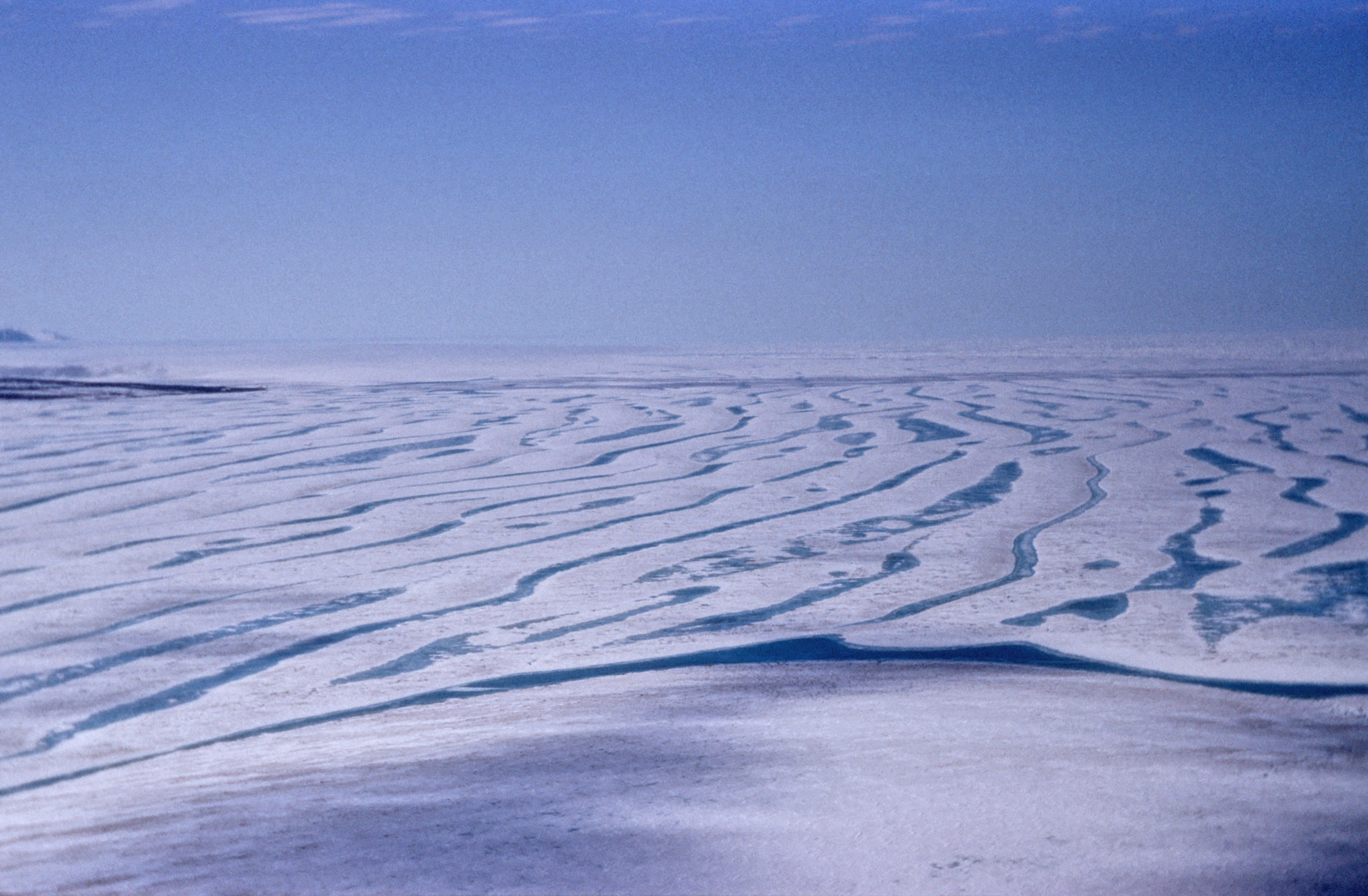
Ward Hunt Ice Shelf och norra Ellesmereön (vänster), sett från Ward Hunt Island, juli 1988.

Terrängen runt Ward Hunt Ice Shelf är huvudsakligen platt, men den allra närmaste omgivningen är varierad. Trakten runt Ward Hunt Ice Shelf är nära nog obefolkad, med mindre än två invånare per kvadratkilometer.. Det finns inga samhällen i närheten.
Trakten runt Ward Hunt Ice Shelf är permanent täckt av is och snö.